# Utö
Utö este o arie protejată (arie specială de conservare — SAC, sit de importanță comunitară — SCI) din Suedia întinsă pe o suprafață de 4.184,4 ha, integral pe uscat.

## Localizare
Centrul sitului Utö este situat la coordonatele 58°59′13″N 18°18′44″E / 58.9869°N 18.3122°E.

## Înființare
Situl Utö a fost declarat sit de importanță comunitară în decembrie 1995 pentru a proteja 2 specii de plante și 1 specie de animale. Situl a fost protejat și ca arie specială de conservare în martie 2011.

## Biodiversitate
Situată în ecoregiunile boreală și marină baltică, aria protejată conține 8 habitate naturale: Bancuri de nisip acoperite în permanență slab de apă marină, Pante stâncoase calcaroase cu vegetație casmofită, Insulițe și insule mici din Baltica boreală, Lagune de coastă, Recifuri, Alvar nordic și șisturi calcaroase precambriene, Păduri fino-scandinave bogate în ierburi cu Picea abies, Taiga vestică.
La baza desemnării sitului se află mai multe specii protejate:
- plante (2): Buxbaumia viridis, Tortella rigens
- nevertebrate (1): Vertigo angustior